# Svatá Helena, Ascension a Tristan da Cunha

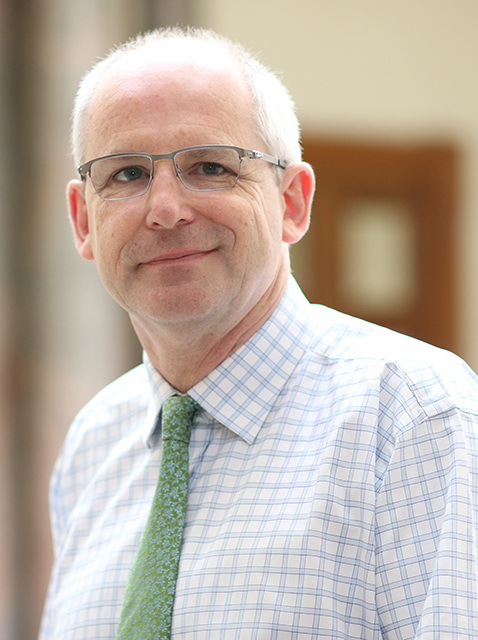
Guvernér Svaté Heleny, Ascensionu a Tristanu da Cunha – Nigel Phillips

Svatá Helena, Ascension a Tristan da Cunha (anglicky Saint Helena, Ascension and Tristan da Cunha) je britské zámořské území v jižním Atlantiku. Až do 1. srpna 2009 se toto závislé území nazývalo podle hlavního ostrova pouze Svatá Helena. Sestává z ostrova Svatá Helena, severně od něj se nacházejícího ostrova Ascension a jižněji situovaného souostroví Tristan da Cunha. Nová ústava z roku 2009 udělila všem třem částem stejné postavení a zámořské území změnilo svůj název, ve kterém se nyní objevují názvy všech tří částí. Souhrnná plocha činí 420 km². Při posledním sčítání v roce 2016 žilo zde 5 633 obyvatel, převážně mulatů a černochů (potomci afrických otroků).

## Historie
Svatá Helena byla až do 16. století neobydleným ostrovem kvůli své odlehlosti a útesům. V květnu ji navigátor João da Nova, rodák z Galicie, objevil jako komodor portugalské flotily čtyř lodí na zpáteční cestě z Indie. Ostrov pojmenoval po svaté Heleně, matce císaře Konstantina I., uctívané jako světice, na jejíž svátek tento objev připadl. Portugalci zakotvili v dnešním James Bay, přistáli a postavili několik domů a kapli. Zanechali své nemocné, ale nezaložili na ostrově trvalé osídlení a v září téhož roku dorazili do Lisabonu. Existence a poloha ostrova byly po určitou dobu drženy v tajnosti, aby byl zajištěn jeho strategický význam. Prvním stálým obyvatelem ostrova byl portugalský voják Fernão Lopes, který byl guvernérem Goy přísně potrestán za zradu. To bylo opuštěno na cestě zpět do Portugalska v roce 1516 během zastávky na Svaté Heleně. Zůstal na ostrově sám a zemřel tam kolem roku 1546.
Prvním Angličanem na ostrově byl Thomas Cavendish, který 8. června 1588 zakotvil u Svaté Heleny se svou lodí Desire vyplouvající z Tichého oceánu a zůstal tam dvanáct dní. Kolem roku 1600 Portugalci opustili Svatou Helenu. Poté byl ostrov obsazen Holanďany. Holandská okupace trvala až do roku 1651 a v roce 1659 se ostrova zmocnila britská Východoindická společnost a postavila zde pevnost (Jamestown) včetně posádky. V roce 1673 Holanďané opět obsadili Svatou Helenu, ale brzy byli vyhnáni Angličany. Společnost, která ostrov oficiálně vlastnila, vybudovala velké farmy, kde pracovalo mnoho černochů a Číňanů. Bohatství Svaté Heleny vzrostlo, protože díky své bezpečné poloze bylo zde skladováno velké množství zlata a usadili se bohatí obchodníci. Mezi guvernéry byli také hugenoti jako Stéphane Poirier, který se marně pokoušel pěstovat víno. Ostrov byl navštíven i astronomem Edmond Halley. Zdejší Halleyova hora byla pojmenována po něm.
Od 17. století se na Svaté Heleně vyvinula kultura nadměrného pití, zejména araku a arakových punčů, v souvislosti s níž úmrtnost a nemocnost na ostrově dosáhla vysoké úrovně. V letech 1783 a 1811 se vojáci posádky vzbouřili proti vládním opatřením k omezení nadměrné konzumace alkoholu. V obou případech byla povstání potlačena a mnoho zúčastněných bylo popraveno.
V roce 1815 britská vláda vybrala Svatou Helenu jako místo exilu pro Napoleona, který tam byl deportován v říjnu 1815 a žil zde v Longwood House až do své smrti 5. května 1821.

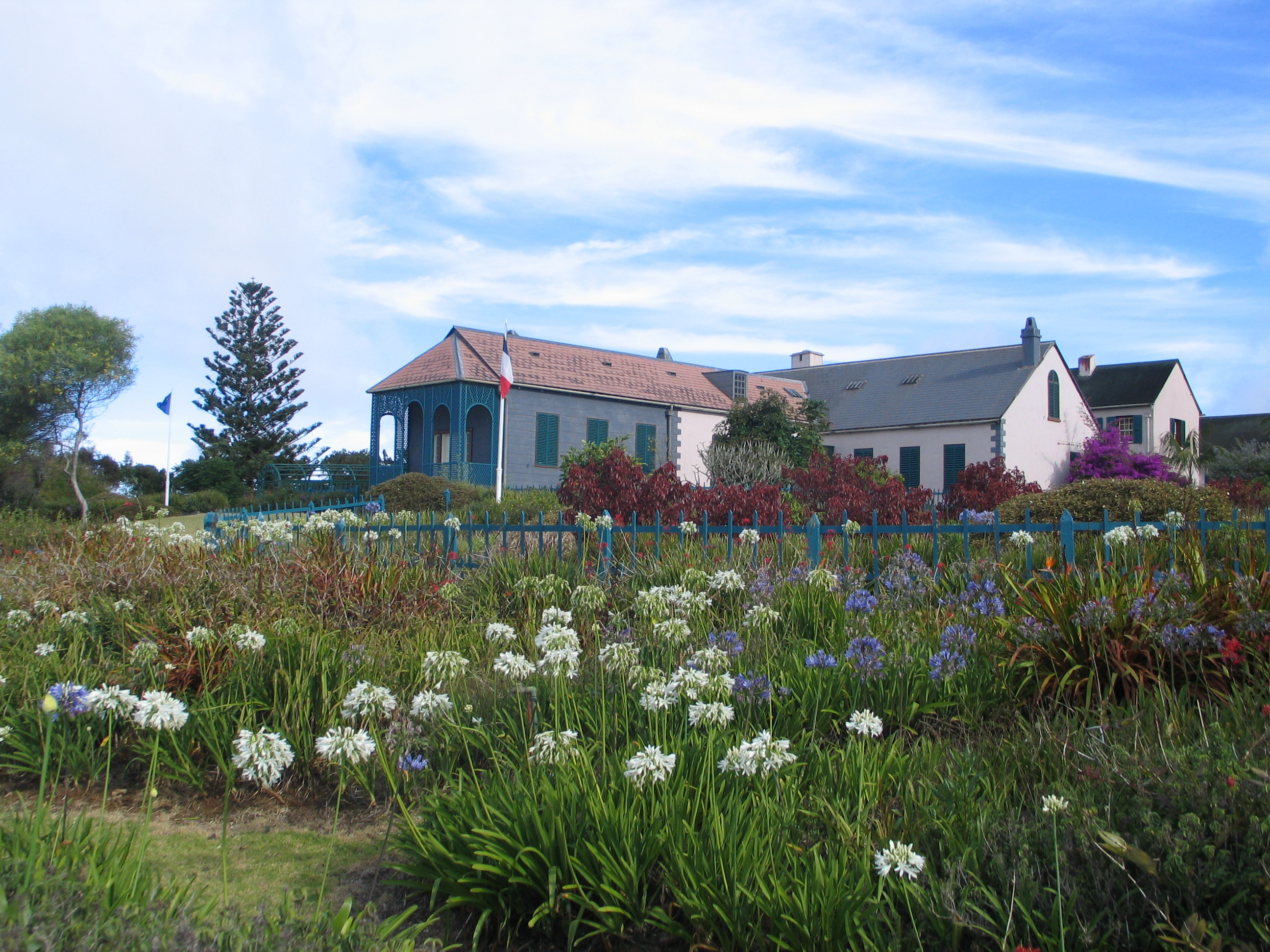
Longwood House – sídlo Napoleona

## Symboly
Svatá Helena, Ascension a Tristan da Cunha, závislé území Spojeného království, užívá britské symboly.

### Vlajka
Vlajka Svaté Heleny, Ascensionu a Tristanu da Cunha je od 1. srpna 2009 britská vlajka. Do té doby byla vlajkou souostroví vlajka Svaté Heleny, jednoho z ostrovů. Nyní užívají všechny tři části území, vedle britské, i své vlastní vlajky.

## Geografie

### Přehled ostrovů
| Ostrov                      | Ostrov                      | Rozloha (km2) | Obyvatel | Admin. centrum              |
| --------------------------- | --------------------------- | ------------- | -------- | --------------------------- |
| Ostrov Svatá Helena         | Ostrov Svatá Helena         | 122           | 4,534    | Jamestown                   |
| Ostrov Ascension            | Ostrov Ascension            | 88            | 806      | Georgetown                  |
| Souostroví Tristan da Cunha | Souostroví Tristan da Cunha | 184           | 293      | Edinburgh of the Seven Seas |
|                             | Ostrov Tristan da Cunha     | 98            | 293      | Edinburgh of the Seven Seas |
|                             | Nepřístupný ostrov          | 14            | 0        | -                           |
|                             | Slavičí ostrov              | 3,4           | 0        | -                           |
|                             | Goughův ostrov              | 91            | 0        |                             |
| Celkem                      | Celkem                      | 394           | 5,633    | Jamestown                   |

## Ústava
Ústavní nařízení Svaté Heleny, Ascension a Tristana da Cunha z roku 2009 uzákonilo novou ústavu pro toto území, která vstoupila v platnost 1. září 2009, a povýšila ostrov Ascension a Tristan da Cunha z závislých území Svaté Heleny na rovnocenné součásti. Každá tato součást má svou vlastní vládu, ale ústavní řád uvádí, že guvernér Svaté Heleny je z úřední moci také guvernérem Ascension a guvernérem Tristana da Cunha.  Vzhledem ke vzdálenosti mezi třemi částmi území mají Ascension a Tristan da Cunha každý správce, který zastupuje guvernéra. Ústava obsahuje pro každé území „základní práva a svobody jednotlivců“.

## Náboženství
Většina obyvatel Svaté Heleny patří k anglikánskému společenství prostřednictvím anglikánské církve jižní Afriky a jsou členy diecéze Svatá Helena, která má svého vlastního biskupa a zahrnuje ostrov Ascension.
Římským katolíkům pastoračně slouží Misie sui iuris Svaté Heleny, Ascension a Tristan da Cunha, jehož úřad církevního představeného je svěřen apoštolské prefektuře Falklandské ostrovy.

## Služby

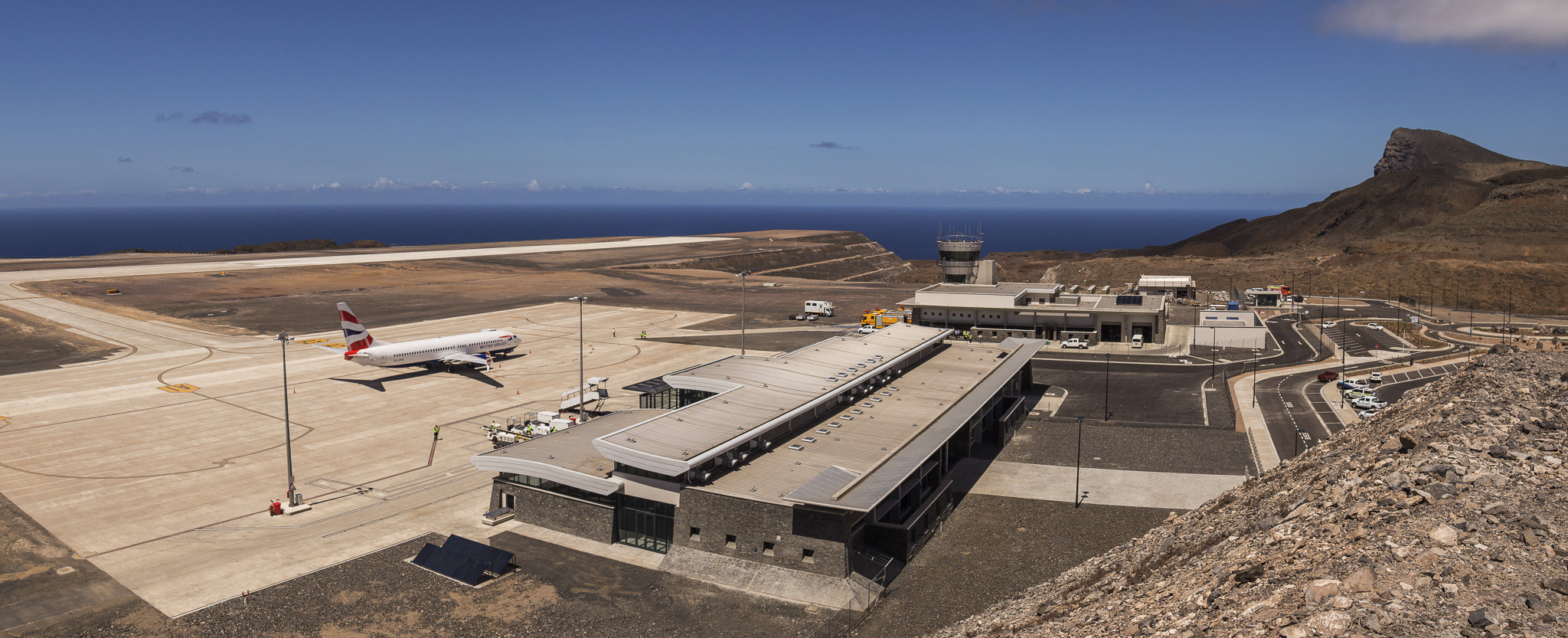
Mezinárodní letiště Svatá Helena

- Mezinárodní letiště Svatá Helena (založeno v roce 2016)
  - K dispozici je týdenní letecké spojení přes Windhoek do Johannesburgu a Kapského Města.
- Tři základní školy a jedna střední škola
  - Harford Primary School, Pilling Primary School a St Paul's Primary School.
  - Prince Andrew School
- Všeobecná nemocnice Svatá Helena
  - 54 lůžek s 250 zaměstnanci. Závažné případy předány do Jihoafrické republiky nebo Spojeného království.
- Námořní doprava
  - od 2007 převládá letecká doprava.

## Ekonomika
Finančně je ostrov do značné míry závislý na podpoře Velké Británie. Hlavní průmyslová odvětví jsou rybolov a následné zpracování ryb.
Cestovní ruch se s otevřením letiště v roce 2016 stal jedním z nejdůležitějších odvětví ekonomiky.
Káva Svatá Helena, jejíž odrůda (Coffea arabica) se pěstuje pouze na ostrově Svatá Helena, je nejznámějším vývozním produktem ostrova a je také jednou z nejdražších na světě. V roce 2017 představovala 30% celkových příjmů z vývozu.

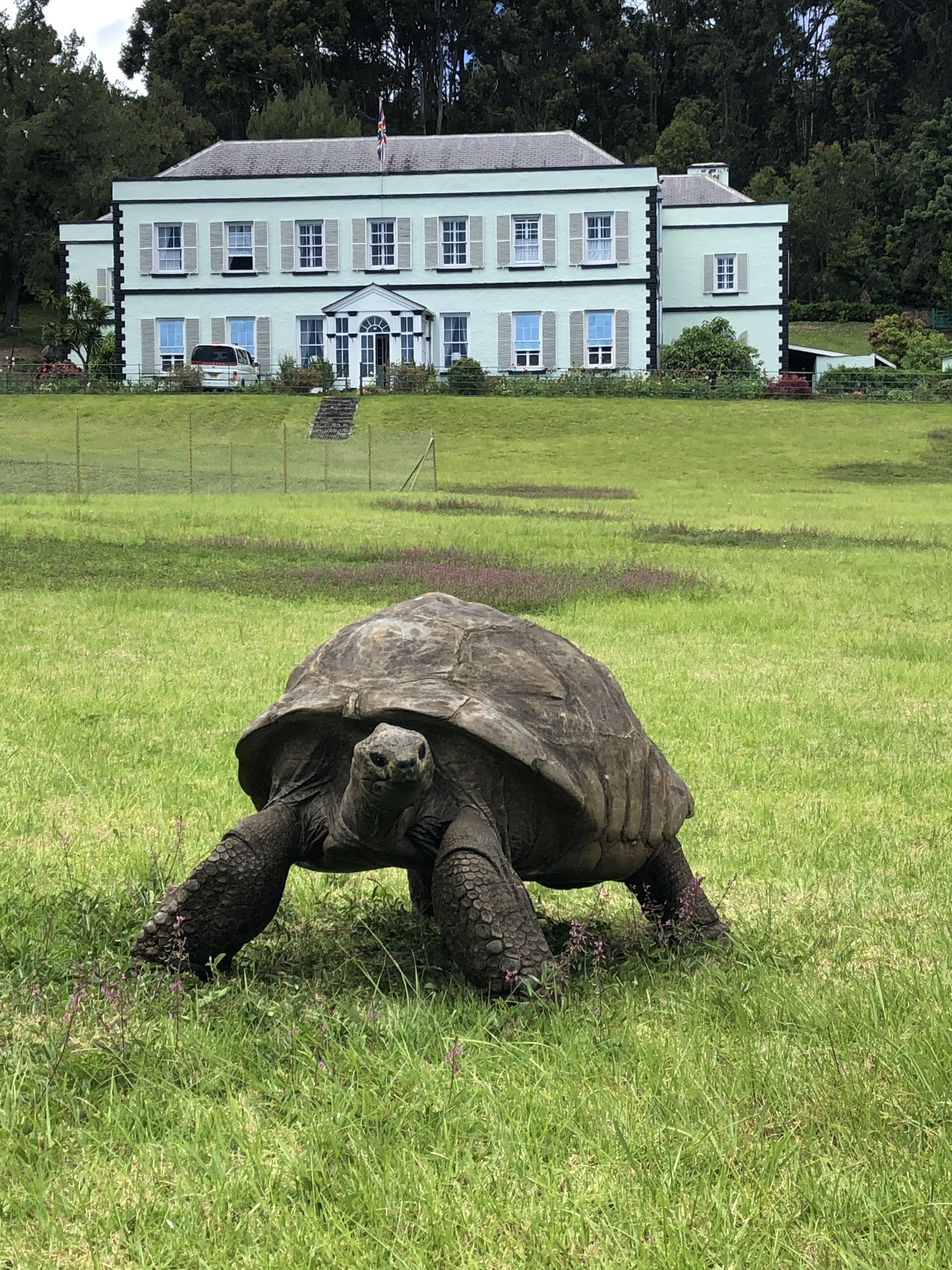
Jonathan (2020)

## Zajímavosti
V hlavním městě Jamestown žije samec želvy obrovské Jonathan, který se podle odhadů narodil kolem roku 1832.
Jeho podobizna je zobrazena na pětipencové minci.